# 月刊学習
『月刊学習』（げっかんがくしゅう）は、1961年に創刊された日本の月刊雑誌。日本共産党中央委員会機関誌の一つ。日本共産党中央委員会出版局が発行している。科学的社会主義や日本共産党について学ぶことを目的としている。定価387円。
毎年11月号には「党講師資格試験（初級、中・上級）」の試験問題が掲載され、テキストとして使用されている。